# Nicaragua ved OL
Nicaragua deltog første gang i olympiske lege under sommer-OL 1968 i Mexico City. De har siden deltaget i alle efterfølgende sommerlege undtaget 1988 i Seoul, som nationen boykottede til støtte for Nordkorea. Nicaragua har aldrig deltaget i vinterlegene og har aldrig vundet nogen olympisk medalje.

## Medaljeoversigt
| Nicaraguas medaljer under de olympiske sommerlege | Nicaraguas medaljer under de olympiske sommerlege | Nicaraguas medaljer under de olympiske sommerlege | Nicaraguas medaljer under de olympiske sommerlege | Nicaraguas medaljer under de olympiske sommerlege | Nicaraguas medaljer under de olympiske sommerlege |
| ------------------------------------------------- | ------------------------------------------------- | ------------------------------------------------- | ------------------------------------------------- | ------------------------------------------------- | ------------------------------------------------- |
| Lege                                              | Guld                                              | Sølv                                              | Bronze                                            | Totalt                                            | Rang                                              |
| 1968 Mexico City                                  | 0                                                 | 0                                                 | 0                                                 | 0                                                 | –                                                 |
| 1972 München                                      | 0                                                 | 0                                                 | 0                                                 | 0                                                 | –                                                 |
| 1976 Montréal                                     | 0                                                 | 0                                                 | 0                                                 | 0                                                 | –                                                 |
| 1980 Moskva                                       | 0                                                 | 0                                                 | 0                                                 | 0                                                 | –                                                 |
| 1984 Los Angeles                                  | 0                                                 | 0                                                 | 0                                                 | 0                                                 | –                                                 |
| 1988 Seoul                                        | Deltog ikke                                       | Deltog ikke                                       | Deltog ikke                                       | Deltog ikke                                       | Deltog ikke                                       |
| 1992 Barcelona                                    | 0                                                 | 0                                                 | 0                                                 | 0                                                 | –                                                 |
| 1996 Atlanta                                      | 0                                                 | 0                                                 | 0                                                 | 0                                                 | –                                                 |
| 2000 Sydney                                       | 0                                                 | 0                                                 | 0                                                 | 0                                                 | –                                                 |
| 2004 Athen                                        | 0                                                 | 0                                                 | 0                                                 | 0                                                 | –                                                 |
| 2008 Beijing                                      | 0                                                 | 0                                                 | 0                                                 | 0                                                 | –                                                 |
| 2012 London                                       | 0                                                 | 0                                                 | 0                                                 | 0                                                 | –                                                 |
| 2016 Rio de Janeiro                               | 0                                                 | 0                                                 | 0                                                 | 0                                                 | –                                                 |
| 2020 Tokyo                                        |                                                   |                                                   |                                                   |                                                   | –                                                 |
| Totalt                                            | 0                                                 | 0                                                 | 0                                                 | 0                                                 |                                                   |